# Vyšný Hrabovec
Vyšný Hrabovec (bis 1927 slowakisch „Hrabovec“, älter auch „Ruský Hrabovec“; ungarisch Kisgyertyános – 1882–1907 Sztropkóhrabóc, älter Oroszhrabóc) ist eine Gemeinde im Nordosten der Slowakei mit 188 Einwohnern (Stand 31. Dezember 2024), die zum Okres Stropkov, einem Kreis des Prešovský kraj gehört.

## Geographie

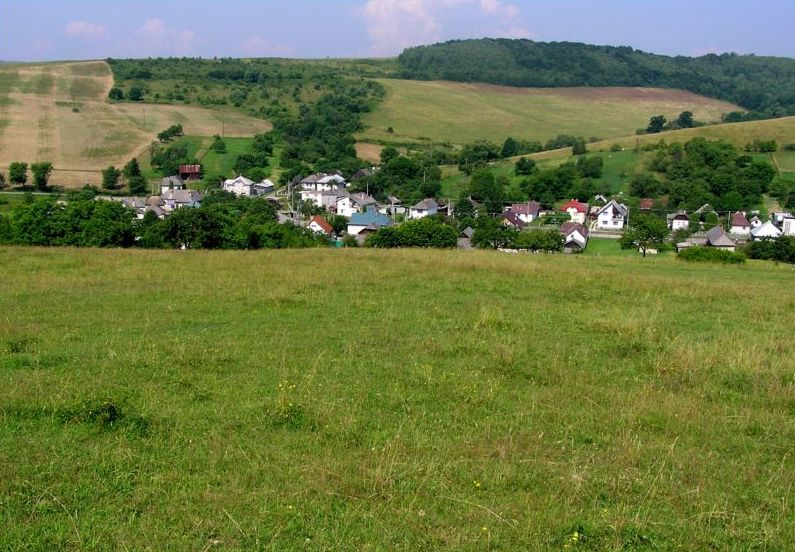
Vyšný Hrabovec

Die Gemeinde befindet sich in den Niederen Beskiden im Bergland Ondavská vrchovina am Bach Hrabovčík, unweit des Ostufers des Stausees Veľká Domaša im Verlauf der Ondava. Das Ortszentrum liegt auf einer Höhe von 180 m n.m. und ist 16 Kilometer von Stropkov entfernt.
Nachbargemeinden sind Mrázovce im Norden, Tokajík im Norden und Nordosten, Ďapalovce im Osten, Nová Kelča im Südosten und Süden und Turany nad Ondavou im Südwesten, Westen und Nordwesten.

## Geschichte
Vyšný Hrabovec wurde zum ersten Mal 1408 als Rabouicz, Rabonícz schriftlich erwähnt, weitere historische Bezeichnungen sind unter anderen Rabuicz, Rabouich, Rabonich, Rabonicz (1410), Hrabowez (1450) und Hrabowecz (1773). Das Dorf war Teil der Herrschaft von Stropkov, im 18. Jahrhundert war es Besitz der Familie Vécsey. 
1598 standen sieben Ansiedlungen im Ort, 1715 gab es 25 verlassene und fünf bewohnte Haushalte. 1787 hatte die Ortschaft 16 Häuser und 126 Einwohner, 1828 zählte man 21 Häuser und 152 Einwohner.
Bis 1918 gehörte der im Komitat Semplin liegende Ort zum Königreich Ungarn und kam danach zur Tschechoslowakei beziehungsweise heute Slowakei. In der Zeit der ersten tschechoslowakischen Republik war Vyšný Hrabovec ein landwirtschaftlich geprägtes Dorf. Von 1964 bis 1990 war es Teil der Gemeinde Turany nad Ondavou.

## Bevölkerung
| Jahr                | 1994 | 2004    | 2014  | 2024    |
| ------------------- | ---- | ------- | ----- | ------- |
| Anzahl der Personen | 198  | 200     | 180   | 188     |
| Unterschied         |      | +1,01 % | −10 % | +4,44 % |

| Jahr                | 2023 | 2024    |
| ------------------- | ---- | ------- |
| Anzahl der Personen | 192  | 188     |
| Unterschied         |      | −2,08 % |

Nach der Volkszählung 2011 wohnten in Vyšný Hrabovec 193 Einwohner, davon 189 Slowaken und ein Rom. Drei Einwohner machten keine Angabe zur Ethnie.
106 Einwohner bekannten sich zur römisch-katholischen Kirche und 79 Einwohner zur griechisch-katholischen Kirche. Bei acht Einwohnern wurde die Konfession nicht ermittelt.

## Bauwerke und Denkmäler
- griechisch-katholische Peter-und-Paul-Kirche aus den 1930er Jahren[6]

## Verkehr
Durch Vyšný Hrabovec führt die Cesta III. triedy 3572 („Straße 3. Ordnung“) zwischen einer Kreuzung mit der Cesta I. triedy 15 („Straße 1. Ordnung“) und Tokajík.